# アヴィヴ・コハヴィ
- アビブ・コハヴィ
- アヴィヴ・コチャヴィ
- アビブ・コチャヴィ

アヴィヴ・コハヴィ（ヘブライ語: אביב כוכבי、1964年4月23日 - ）は、イスラエルの軍人。第22代イスラエル国防軍参謀総長（2019年1月15日 - 2023年1月16日）。

## 経歴
1982年にイスラエル国防軍へ徴兵後、空挺旅団に志願して第890空挺大隊に配属、1985年に士官候補生学校卒業後、小隊長として復帰し、1988年には旅団の対戦車中隊長となった。
1994年から1995年にかけての南レバノンでの対ゲリラ作戦では第101空挺大隊を指揮したほか、南レバノンの予備役旅団と予備役空挺部隊の指揮も執っている。
2001年に第35空挺旅団長に任命され、2002年2月にはヨルダン川西岸地区のバラタ難民キャンプでの対テロ作戦を実行した。また、盾の壁作戦をはじめとしたヨルダン川西岸地区での対テロ作戦を指揮し、その中にはパレスチナ・ゲリラが立てこもった降誕教会包囲戦もあり、包囲は約1か月にわたって続いた。
コハヴィはこの戦闘で、過度の住宅密集地で兵士が狙撃されるのを防ぐため、家屋の壁を5キログラムの大型ハンマーで破壊して通路を確保する戦術を取り入れた。この戦術は、アメリカ軍でも採用され、イラクとアフガニスタンで使用された。
2003年に准将（タット・アルーフ）に昇進して第98空挺師団長に就任、2004年11月30日にはガザ師団長に就任し、2005年9月のガザ地区撤退、2006年6月のガザ侵攻（夏の雨作戦）を指揮した。
2010年11月22日には参謀本部諜報局長に就任、2014年11月に北部軍司令官、2017年5月11日に国防軍参謀次長となった。
2018年10月26日、アヴィグドール・リーベルマン国防相からベンヤミン・ネタニヤフ首相の同意を得て第22代国防軍参謀総長に推薦され、11月25日にイスラエル政府が承認した。2019年1月15日、中将（ラヴ・アルーフ）に昇進し、ガディ・エイゼンコット中将の後任として国防軍参謀総長に就任した。
参謀総長就任中の2019年11月、パレスチナのイスラム主義武装組織イスラーム聖戦のバハ・アブー・アル＝アタ司令官殺害を受けてテルアビブへのロケット弾攻撃が行われると、報復としてガザ地区への空爆を行う、黒帯作戦を指揮したほか、2021年5月のガザ地区への空爆（壁の守護者作戦）も指揮した。5月下旬、ベニー・ガンツ国防相から参謀総長任期の1年間延長の承認を政府に求めたことが発表され、6月20日に任期延長が承認された。
2023年1月16日、後任のヘルジ・ハレヴィ中将と交代し、参謀総長を退任した。

## 栄典
|  |  |  |

| 第二次レバノン戦争従軍リボン | 南レバノン紛争従軍リボン | 境界防衛作戦従軍リボン |